# Мутаційна шаруватість
Мутаці́йна шарува́тість — шаруватість осадів, зумовлена мутацією фацій, тобто виникненням нових (для цієї території) типів осадів у зв'язку з загальною зміною фізико-географічних умов відкладення осадів. Прикладом мутаційної шаруватості є шаруватість озернольодовикових стрічкових глин.